# Governatore generale delle Bahamas
Il Governatore generale delle Bahamas è il rappresentante del sovrano della Bahamas (attualmente il re Carlo III). Dato che il sovrano non può risiedere in tutti i reami del Commonwealth, questi nomina un rappresentante che esegue in sua vece i compiti ad esso spettanti. L'attuale governatrice generale è, dal 1º settembre 2023, Cynthia A. Pratt.
Il governatore generale rimane in carica At His Majesty's Pleasure, solitamente per 5 anni. Esso è responsabile della nomina del primo ministro e degli altri ministri del governo, quest'ultimi previa consultazione col primo ministro stesso. La residenza ufficiale del governatore generale è la Government House.
I Governatori generali dal 1973 (raggiungimento dell'indipendenza dal Regno Unito) sono i seguenti.

## Elenco
Partiti politici: 

  Liberale Progressista
  Movimento Nazionale Libero
Stato: 

  Governatore ad interim
| N. | Governatore                                 | Carica            | Carica           |
| N. | Governatore                                 | Inizio            | Termine          |
| -- | ------------------------------------------- | ----------------- | ---------------- |
| 1  | Milo Butler (1906-1979)                     | 1º agosto 1973    | 22 gennaio 1979  |
| -  | Doris Louise Johnson (1921-1983) ad interim | 22 gennaio 1979   | 22 gennaio 1979  |
| 2  | Gerald Cash (1917-2003)                     | 22 gennaio 1979   | 25 giugno 1988   |
| 3  | Henry Milton Taylor (1903–1994)             | 26 giugno 1988    | 1º gennaio 1992  |
| 4  | Clifford Darling (1924-2011)                | 2 gennaio 1992    | 2 gennaio 1994   |
| 5  | Orville Turnquest (1929-)                   | 3 gennaio 1994    | 13 novembre 2001 |
| -  | Ivy Dumont (1930-)                          | 13 novembre 2001  | 1º gennaio 2002  |
| 6  | Ivy Dumont (1930-)                          | 1º gennaio 2002   | 30 novembre 2004 |
| -  | Paul Adderley (1928-2012) ad interim        | 1º dicembre 2004  | 1º febbraio 2006 |
| 7  | Arthur Dion Hanna (1928-2021)               | 1º febbraio 2006  | 14 aprile 2011   |
| 8  | Arthur Foulkes (1928-)                      | 14 aprile 2011    | 8 luglio 2014    |
| 9  | Marguerite Pindling (1932-)                 | 8 luglio 2014     | 28 giugno 2019   |
| 10 | Cornelius Alvin Smith (1937-)               | 28 giugno 2019    | 31 agosto 2023   |
| 11 | Cynthia Alexandria Pratt (1945-)            | 1º settembre 2023 | in carica        |